# Tranvia Montebelluna-Asolo
La tranvia Montebelluna-Asolo, nata per collegare celermente Asolo con Montebelluna e la rete ferroviaria nazionale, al pari della coeva Montebelluna-Valdobbiadene, di cui condivise le sorti, era una linea a trazione elettrica che rappresentò all'epoca un importante strumento di promozione economica dei territori attraversati.
Inaugurata nel 1913 fino a Casella di Asolo e prolungata l'anno successivo fino al capolinea definitivo, risultò penalizzata dal mancato prolungamento verso Susegana e dal calo di traffici derivato dalla crisi economica successiva al primo dopoguerra, che indusse nel 1931 alla sua soppressione.

## Storia

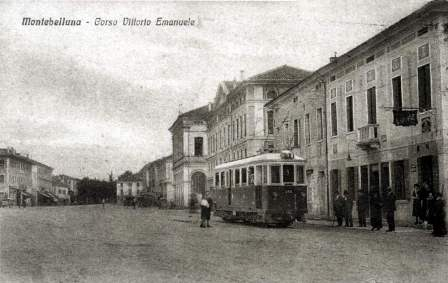
Montebelluna - Corso Vittorio Emanuele

Il 27 maggio 1907 si riunì a Montebelluna un comitato costituito da alcuni sindaci, fra cui quello di Asolo e dignitari della zona al fine di elaborare il progetto di massima di un collegamento tranviario analogo a quello elaborato l'anno prima per la linea Montebelluna-Valdobbiadene, fino a Casella. Nell'agosto successivo fu incaricata la Società Veneta, incaricata della progettazione di quest'ultima, di studiare altresì un collegamento fra Casella e il centro del paese, per la cui attuazione si preferì in tale fase ricorrere ad un servizio automobilistico.
Presentato dalla Società Veneta il progetto definitivo il 4 agosto 1907, la concessione per la costruzione e l'esercizio di entrambe le tranvie fu oggetto di convenzione stipulata il 9 aprile 1909 approvata con Regio decreto n. 114 del 14 maggio dello stesso anno. La stessa, della durata di 60 anni, prevedeva una sovvenzione chilometrica di 1.900 Lire/anno.
Dopo la solenne cerimonia di inaugurazione delle linee, avvenuta il 3 agosto 1913, con un avviso che recava gli orari del servizio, la Società Veneta comunicò l'apertura all'esercizio delle due linee, che avvenne il successivo 17 agosto.
(Da, La provincia di Padova, Valdobbiadene, 3 agosto 1903)

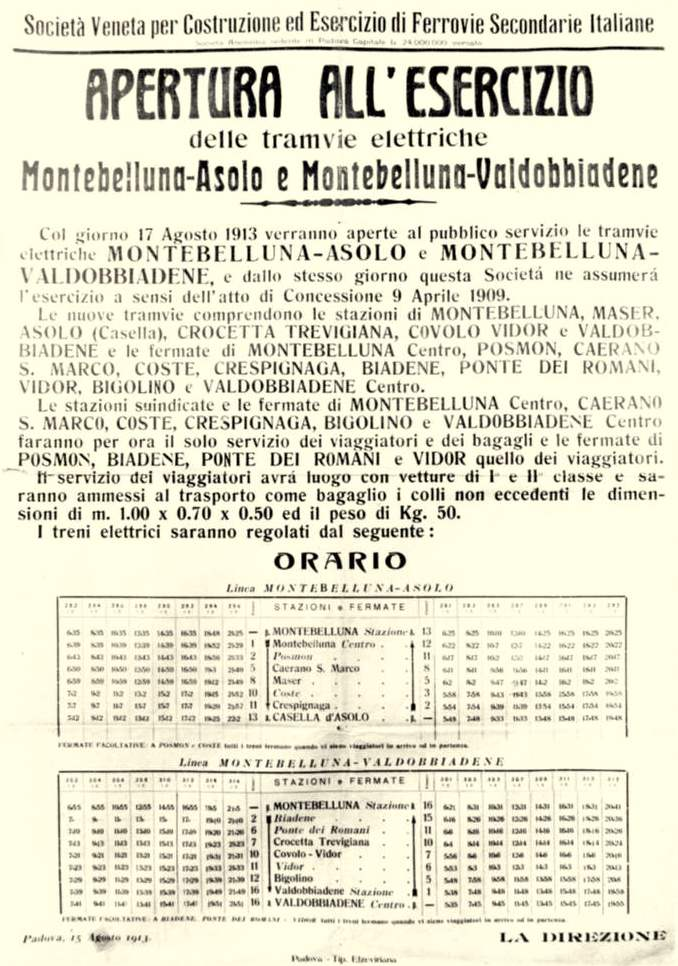
L'orario all'avvio dei servizi

Con Regio decreto n. 418 del 3 aprile 1913 veniva approvata una nuova conventione con la Società Veneta che prevedeva l'elettrificazione della "tramvia Asolo-Montebelluna-Valdobbiadene", come veniva ufficialmente denominato l'insieme delle due linee nonché il prolungamento del ramo di Asolo che, con ulteriore Regio decreto n. 1074 del 1º agosto 1913 approvava e rendeva esecutoria la convenzione stipulata il precedente 11 luglio 1913 con la SV per la concessione della nuova tratta da Casella d'Asolo ad Asolo, dando così soddisfazione al comitato locale.
Tale prolungamento, destinato al solo traffico viaggiatori, fu attivato il 20 gennaio 1914.
La prima guerra mondiale, ormai alle porte, comportò gravi danni causati dalla vicinanza del fronte, causando la sospensione del servizio tranviario. Il collaudo definitivo, ad opera della stessa Società Veneta, avvenne comunque il 7 maggio 1915, ad eccezione del tratto di nuova costruzione verso Asolo, per cui si attese il 1º dicembre 1916. In tale periodo l'autoservizio sostitutivo organizzato dalla ditta Cecconi iniziò a rappresentare una pericolosa alternativa per l'avvenire della tranvia.
Cessate le ostilità e ripreso il servizio, un Decreto legge del 19 ottobre 1923 eliminò i sussidi statali per la tranvia, comportando maggiori esborsi a carico dei comuni attraversati.
Ulteriori per la società di gestione derivarono dalla inaugurazione, avvenuta il 25 maggio 1916, della ferrovia Montebelluna-Susegana, che vedeva svanire i ventilati progetti di prolungamento verso Volpago e Ponte della Priula, ove già esisteva la tranvia Susegana-Pieve di Soligo.
Il periodo successivo registrò un costante calo dei viaggiatori trasportati e, conseguentemente, degli introiti per la Società Veneta che in luogo di un ventilato progetto di prolungamento verso Bassano del Grappa optò per la chiusura delle due linee tranviarie, avvenuta il 31 marzo 1931.

## Caratteristiche tecniche
|  |  |  |  | Unknown route-map component "uexKBHFa" |

|  |  |  | Unknown route-map component "uexKBHFa" | Unused straight waterway |

|  |  |  | Unknown route-map component "uexABZg+l" | Unknown route-map component "uexSTRr" |

|  |  |  | Unknown route-map component "uexBHF" |

|  |  |  | Unknown route-map component "uexHST" |

|  |  |  | Unknown route-map component "uexBHF" |

|  |  |  | Unknown route-map component "uexWBRÜCKE1" |

|  |  |  | Unknown route-map component "uexBHF" |

|  |  |  | Unknown route-map component "uexHST" |

|  |  |  | Unknown route-map component "uexBHF" |

|  | Continuation backward | Unknown route-map component "uexKBHFaq" | Unknown route-map component "uexABZqr" | Unknown route-map component "uexCONTfq" |

| Unknown route-map component "CONTgq" | Unknown route-map component "ABZql+xl" | Station on transverse track | Transverse track | Unknown route-map component "CONTfq" |

|  | Unknown route-map component "exCONTf" |

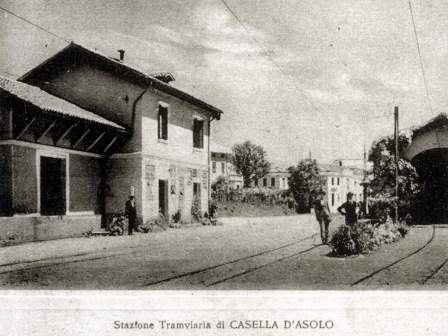
Stazione di Casella d'Asolo

L'intera linea, a scartamento metrico, venne alimentata alla tensione di 975 V, fornita dalla sottostazione elettrica di conversione che si trovava a Montebelluna.
Il binario, collocato a fianco alle strade lungo cui insisteva, lasciava libera "per il carreggio ordinario" una larghezza di almeno 5 metri dalla rotaia interna, provvedendo in caso diverso agli opportuni allargamenti.
Il prolungamento Casella-Asolo, lungo 2,245 m, era armato con rotaie di tipo Phoenix da 33,5 kg/m e Phoenix da 21 kg/m e aveva stretti raggi di 70 metri e pendenze che raggiungevano il 66,9 per mille.

### Percorso
La linea si sviluppava fino a Casella d'Asolo lungo la strada provinciale Bassanese, con pendenze non superiori al 40 per mille.
Lasciata la stazione ferroviaria di Montebelluna la tranvia seguiva l'omonima via servendo la cittadina con una stazione, all'uscita della quale i convogli impegnavano il binario che piegava a ovest, separandosi da quello che proseguiva verso Valdobbiadene, proseguendo lungo la provinciale, poi strada statale.
Superati gli abitati di Pieve Mercato Nuovo e Posmon, ove sorgeva una fermata, si raggiungeva la stazione di Caerano San Marco. Raggiunta la località osteria il binario svoltava verso nord, lasciando la provinciale e seguendo la strada comunale di Maser (attuale strada provinciale 1); superata la frazione Sant'Antonio una nuova stazione, serviva Maser stessa. Questa, già predisposta come località di confluenza per la linea da Susegana, era ubicata presso l'incrocio con l'attuale via Guglielmo Marconi, direttrice che con una nuova curva verso ovest veniva impegnata servendo la località Coste con una fermata prima di giungere alla stazione di Crespignaga.
Da qui, seguendo l'attuale strada provinciale 18, era raggiunto l'originario capolinea di Casella d'Asolo, sorto in tale località in previsione dell'auspicato ma mai attuato prolungamento della linea verso Bassano del Grappa. Circa 40 metri prima di quest'ultima si staccava il binario del prolungamento su Asolo inaugurato nel 1914, il cui binario seguiva la tortuosa strada del Foresto Nuovo fino all'ingresso del paese ove sorgeva la nuova stazione di testa.

## Materiale rotabile
Per l'esercizio delle due linee tranviarie la Società Veneta acquistò un gruppo di 6 elettromotrici a carrelli di costruzione MAN con equipaggiamento Thomson-Houston, che furono classificate 051÷056. Si trattava di veicoli di prima e seconda classe a scompartimenti separati, rispettivamente da 12 e 18 posti a sedere, caratterizzate da una carrozzeria foderata in teack.
Dotate di massa a vuoto pari a 16,9 t e lunghe 13,08 m, le stesse erano dotate di 2 motori che sviluppavano una potenza complessiva di 71 kW; la velocità massima raggiunta era di 50 km/h. In seguito alla cessazione del servizio tre unità furono cedute alla Ferrovia Genova-Casella.
Le rimorchiate, a carrelli tipo Diamond, acquistate in numero di 4 e leggermente più corte, avevano una struttura della cassa sostanzialmente analoga a quella delle elettromotrici ed erano allestite con posti di sola seconda classe. Dopo il 1931 le stesse furono riutilizzate dalla SV sulla propria linea Rocchette-Asiago.
Completavano la dotazione del parco 3 bagagliai a 2 assi e 17 carri merci di vario tipo.

## Galleria d'immagini

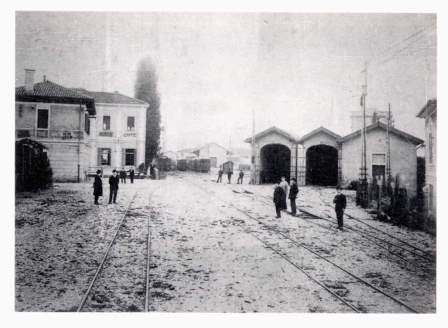
Montebelluna - Stazione ferrotranviaria
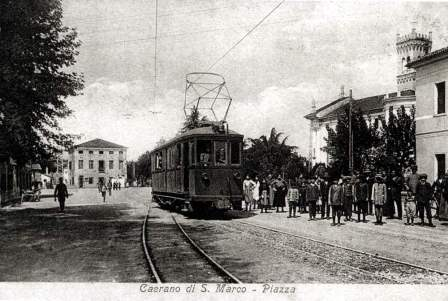
Stazione di Caerano
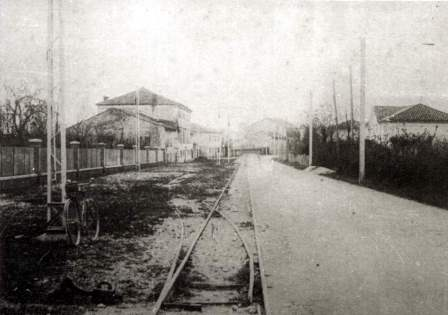
Stazione di Crespignaga
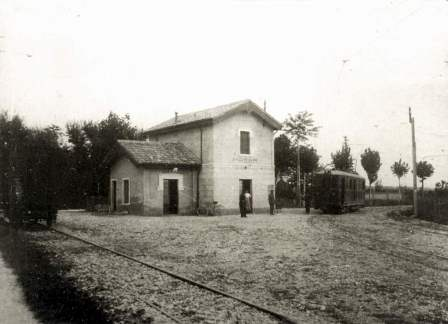
Maser - Stazione tranviaria